# Somon Mahmadbekow
Somon Mahmadbekow (tadschikisch Сомон Маҳмадбеков; * 24. März 1999 in Irkutsk) ist ein tadschikischer Judoka. Er gewann 2024 eine Bronzemedaille bei den Weltmeisterschaften und den Olympischen Spielen und siegte im Jahr zuvor bei den Asienspielen.

## Sportliche Karriere
Bei den Juniorenweltmeisterschaften 2017 gewann Mahmadbekow die Bronzemedaille in der Gewichtsklasse bis 66 Kilogramm.
Von 2018 bis 2022 kämpfte Mahmadbekow in der Gewichtsklasse bis 73 Kilogramm. 2019 wurde er Fünfter der Weltmeisterschaften in Tokio. Anderthalb Monate danach siegte er bei den Juniorenweltmeisterschaften. 2021 erreichte er das Finale bei den Asien-Ozeanien-Meisterschaften und verlor dann gegen den Südkoreaner An Chang-rim. Bei den Olympischen Spielen in Tokio traten im Leichtgewicht 34 Kämpfer an. Mahmadbekow besiegte in seinem Auftaktkampf Ahmad Alikaj aus dem Flüchtlingsteam und dann Faye Njie aus Gambia. Im Achtelfinale schied er gegen den Aserbaidschaner Rüstəm Orucov aus.
2022 wurde Mahmadbekov Dritter der Asienmeisterschaften in seiner neuen Gewichtsklasse bis 81 Kilogramm. 2023 gewann er das Grand-Slam-Turnier in Astana mit einem Finalsieg über den Brasilianer Guilherme Schimidt. Bei den 2023 nachgeholten Asienspielen in Hangzhou bezwang er im Finale den Südkoreaner Lee Joon-hwan. Im April 2024 erkämpfte Mahmadbekow eine Bronzemedaille bei den Asienmeisterschaften. Einen Monat später bei den Weltmeisterschaften in Abu Dhabi verlor der Tadschike im Viertelfinale gegen den Georgier Tato Grigalaschwili. Mit zwei Siegen in der Hoffnungsrunde und im Kampf um Bronze gegen den zweiten Georgier Dimitri Gochilaidse erreichte Mahmadbekow doch noch die Medaillenränge. Bei den Olympischen Spielen 2024 in Paris gewann er die Bronzemedaille.